# Даніела Скотт-Арруда
Даніела Скотт-Арруда  (англ. Danielle Raquel Scott-Arruda; нар. 1 жовтня 1972, Луїзіана) — американська волейболістка, центральна блокуюча. Учасниця п'яти Олімпіад, віцечемпіонка турнірів у Пекіні і Лондоні. Срібна медалістка чемпіонату світу і дворазова переможниця Світового гран-прі.

## Клуби
| Клуби                         | Роки      |
| ----------------------------- | --------- |
| «Джерре Рома»                 | 1996-1997 |
| «Лейтес Нестле»               | 1997-1998 |
| «Греміо» (Озаску)             | 2001-2002 |
| «Піонер Ред Вінгз» (Тендо)    | 2002-2003 |
| «К'єрі» (Торіно)              | 2003-2006 |
| «Макае Спортс» (Макае)        | 2006-2007 |
| «Греміо» (Озаску)             | 2007-2008 |
| «Флоренс» (Касталлана Гротте) | 2008-2010 |
| «Сан-Бернардо»                | 2010-2012 |
| «Прая»                        | 2012-2013 |
| «Індіас де Маягуес»           | 2013      |
| «Бразиліа»                    | 2013-2014 |

## Виступи на Олімпіадах
| Олімпіада    | Дисципліна | Місце |
| ------------ | ---------- | ----- |
| Атланта 1996 | волейбол   | 7     |
| Сідней 2000  | волейбол   | 4     |
| Афіни 2004   | волейбол   | =5    |
| Пекін 2008   | волейбол   | 2     |
| Лондон 2012  | волейбол   | 2     |

## Досягнення
- Олімпійські ігри: Друге місце (2): 2008, 2012
- Чемпіонат світу: Друге місце (1): 2002
- Кубок світу: Друге місце (1): 2011

Третє місце (2): 2003, 2007
- Світове гран-прі: Перше місце (2): 2001, 2012

Третє місце (2): 2003, 2004
- Панамериканські ігри: Друге місце (1): 1995

Третє місце (3): 1999, 2003, 2007